# Csongrád
Csongrád je mesto na Madžarskem, ki upravno spada pod okrožje Csongrád Županije Csongrád-Csanád.